# Kurtis McLean
Kurtis McLean (* 2. November 1980 in Kirkland Lake, Ontario) ist ein kanadischer Eishockeyspieler, der seit Oktober 2018 bei TUTO Hockey in der  finnischen Mestis unter Vertrag steht.

## Karriere
McLean war zunächst für die Durham Huskies in einer lokalen kanadischen Juniorenliga aktiv, ehe er ab 1999 im Trikot der Trenton Sting aus der Ontario Junior Hockey League auflief. Im Anschluss an diese Zeit studierte der Kanadier von 2001 bis 2005 an der Norwich University und ging für deren Eishockeymannschaft in der Division III der National Collegiate Athletic Association aufs Eis. McLean, der nie gedraftet worden war, wurde am 29. September 2005 als Free Agent von den Wilkes-Barre/Scranton Penguins aus der American Hockey League unter Vertrag genommen. Die folgenden zwei Saisonen bestritt der Mittelstürmer sowohl im Dress der Baby Pens als auch in einigen Partien für deren Farmteam, die Wheeling Nailers, aus der ECHL. Im Verlaufe seines Engagements in Wilkes-Barre wurde der Kanadier von deren Partnerteam, den Pittsburgh Penguins mit Spielbetrieb in der National Hockey League, verpflichtet. Für diese absolvierte der Rechtsschütze jedoch nie eine NHL-Partie.

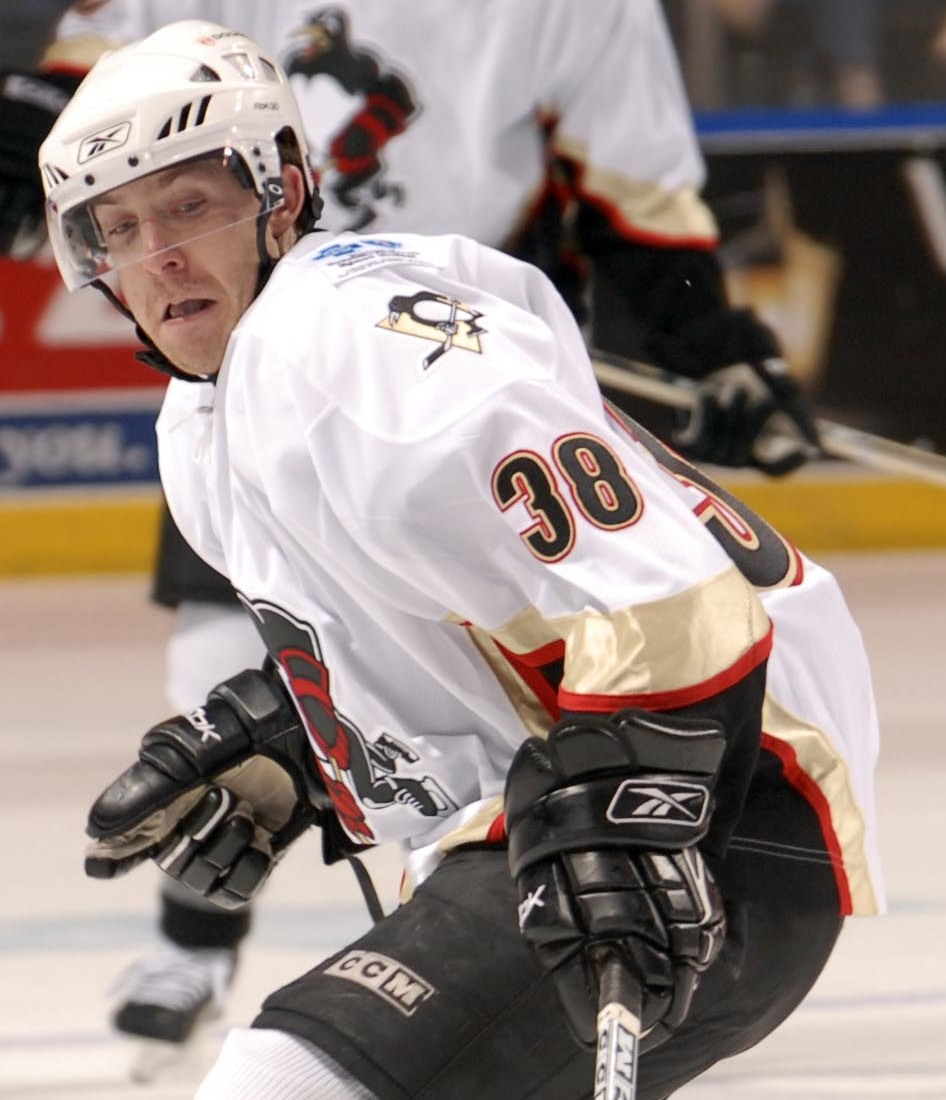
Kurtis McLean (2006)

Nachdem er die Saison 2007/08 ausschließlich in der American Hockey League verbracht hatte, folgte im Juli 2008 die Vertragsunterschrift bei den New York Islanders. In der folgenden Spielzeit war McLean abermals vorwiegend in der AHL – inzwischen im Trikot der Bridgeport Sound Tigers – aktiv, bestritt allerdings ebenfalls vier NHL-Spiele für die Islanders, in denen dem Angreifer ein Torerfolg gelang. Nach lediglich einer Saison folgte ein Engagement bei Lukko Rauma in der finnischen SM-liiga, wo McLean zum besten Ausländer der Liga gewählt wurde. Nach zweijähriger Aktivität unterzeichnete er ein Arbeitspapier bei den SCL Tigers aus der National League A. Der Center überzeugte in seiner ersten Saison in Langnau, in einer Sturmformation mit Lukas Haas und Simon Moser, war bester Scorer (47 Punkte), erfolgreichster Spieler im Powerplay (12 Punkte), schoss die meisten Unterzahltore (3), hatte die beste Plus-Minus Bilanz (+ 11) und gewann die meisten Bullys (54 Prozent).
Im Juni 2013 wurde er von Metallurg Nowokusnezk aus der Kontinentalen Hockey-Liga unter Vertrag genommen, für das er in 49 KHL-Partien 22 Scorerpunkte sammelte. Anschließend wurde er im Juni 2014 von KHL-Einsteiger Jokerit Helsinki verpflichtet, aber im November des gleichen Jahres entlassen. Ab Dezember 2014 stand er beim KHL Medveščak Zagreb unter Vertrag, war dort aber nur Ergänzungsspieler und wechselte daher im Juli 2015 zu den Vienna Capitals in die Erste Bank Eishockey Liga. Im Februar 2016 unterschrieb McLean einen Vertrag bis zum Ende der Saison 2015/16 bei den Grizzlys Wolfsburg aus der Deutschen Eishockey Liga.
Von Ende August 2016 bis Oktober 2018 stand er bei den EC Graz 99ers unter Vertrag.

## Karrierestatistik
(Legende zur Spielerstatistik: Sp oder GP = absolvierte Spiele; T oder G = erzielte Tore; V oder A = erzielte Assists; Pkt oder Pts = erzielte Scorerpunkte; SM oder PIM = erhaltene Strafminuten; +/− = Plus/Minus-Bilanz; PP = erzielte Überzahltore; SH = erzielte Unterzahltore; GW = erzielte Siegtore; 1 Play-downs/Relegation; Kursiv: Statistik nicht vollständig)